# Havaika ciliata
Havaika ciliata is een spinnensoort uit de familie springspinnen (Salticidae). De soort komt voor in Hawaï.